# ميري بير سيمبري
ميري بير سيمبري (بالإيطالية: Mery per sempre)‏ أو ماري للأبد هو فيلم إيطالي درامي للمخرج الإيطالي ماركو ريسي صدر عام 1989. الفيلم من بطولة ميشيلي بلاتشيدو وكلاوديو أمندولا وأليساندرو دي سانزو وفرانشيسكو بنينو وسالفاتوري تيرميني وتوني سبيرانديو.

## روابط خارجية
- ميري بير سيمبري على موقع IMDb (الإنجليزية)
- ميري بير سيمبري على موقع روتن توميتوز (الإنجليزية)
- ميري بير سيمبري على موقع ألو سيني (الفرنسية)
- ميري بير سيمبري على موقع Turner Classic Movies (الإنجليزية)
- ميري بير سيمبري على موقع أول موفي (الإنجليزية)
- ميري بير سيمبري على موقع فيلمافينيتي (الإسبانية)
- ميري بير سيمبري على موقع قاعدة بيانات الأفلام السويدية (السويدية)
- ميري بير سيمبري على موقع قاعدة بيانات الفيلم (الإنجليزية)
- ميري بير سيمبري على موقع ليتربوكسد (الإنجليزية)
- ميري بير سيمبري على موقع كينوبويسك (الروسية)

1. 1 2  مذكور في: europeanfilmawards.eu. European Film Awards ID: 5004. الوصول: 15 مارس 2021.
2. ↑  مذكور في: معجم الأفلام العالمية. لغة العمل أو لغة الاسم: الألمانية. الناشر: Zweitausendeins.
3. 1 2 3 4 5 6 7 8 9 10 11 12 13  وصلة مرجع: https://europeanfilmawards.eu/en_EN/film/forever-mary.5004. مسار الأرشيف: https://web.archive.org/web/20200324194855/https://europeanfilmawards.eu/en_EN/film/forever-mary.5004. الوصول: 24 مارس 2020.
4. ↑  وصلة مرجع: http://www.imdb.com/title/tt0097870/. الوصول: 1 مايو 2016.
5. 1 2  مذكور في: قاعدة بيانات الأفلام على الإنترنت. مُعرِّف قاعدة بيانات الأفلام على الإنترنت (IMDb): tt0097870. الوصول: 24 مارس 2020. لغة العمل أو لغة الاسم: الإنجليزية.